# Sydamerikanska mästerskapet i volleyboll för damer 2021
Sydamerikanska mästerskapet 2021 utspelade sig mellan 15 och 19 september 2021 i Barrancabermeja, Colombia. Det var den 34:e upplagan av tävlingen och fem damlandslag från CSV:s medlemsförbund deltog. Brasilien vann tävlingen för 22:e gången totalt och 14:e gången i rad.. Matcherna spelades i Coliseo Luis Fernando Castellanos, en arena med 7 000 åskådarplatser.

## Regelverk
Tävlingen genomfördes genom ett seriespel där alla lag mötte alla. Lagens slutplacering bestämdes av i tur och ordning:
- Antal vunna matcher
- Poäng
- Kvot vunna / förlorade set
- Kvot vunna / förlorade bollpoäng.
- Inbördes möte

Som vanligt i modern volleyboll tilldelades det förlorande laget 3 poäng och det förlorande laget 0 poäng om slutresultatet blev 3-0 eller 3-1 och om slutresultatet blev 3-2 tilldelades det vinnande laget istället 2 poäng och det förlorande laget 1 poäng.

## Deltagande lag
| Lag       | Deltog senast |
| --------- | ------------- |
| Argentina | Colombia 2019 |
| Brasilien | Colombia 2019 |
| Chile     | Colombia 2017 |
| Colombia  | Colombia 2019 |
| Peru      | Colombia 2019 |

## Turneringen

### Resultat
| 15 september 2021 Coliseo Castellanos, Barrancabermeja Speltid: ? - Åskådare: ? | Peru      | 0 - 3 | Brasilien | 17-25, 23-25, 18-25        |
| 15 september 2021 Coliseo Castellanos, Barrancabermeja Speltid: ? - Åskådare: ? | Chile     | 0 - 3 | Colombia  | 20-25, 13-25, 12-25        |
| 16 september 2021 Coliseo Castellanos, Barrancabermeja Speltid: ? - Åskådare: ? | Brasilien | 3 - 1 | Argentina | 23-25, 25-13, 25-14, 25-16 |
| 16 september 2021 Coliseo Castellanos, Barrancabermeja Speltid: ? - Åskådare: ? | Colombia  | 1 - 3 | Peru      | 22-25, 25-19, 21-25, 20-25 |
| 17 september 2021 Coliseo Castellanos, Barrancabermeja Speltid: ? - Åskådare: ? | Brasilien | 3 - 0 | Chile     | 25-11, 25-19, 25-14        |
| 17 september 2021 Coliseo Castellanos, Barrancabermeja Speltid: ? - Åskådare: ? | Peru      | 0 - 3 | Argentina | 18-25, 17-25, 22-25        |
| 18 september 2021 Coliseo Castellanos, Barrancabermeja Speltid: ? - Åskådare: ? | Chile     | 0 - 3 | Peru      | 20-25, 16-25, 21-25        |
| 18 september 2021 Coliseo Castellanos, Barrancabermeja Speltid: ? - Åskådare: ? | Argentina | 1 - 3 | Colombia  | 20-25, 25-15, 25-27, 23-25 |
| 19 september 2021 Coliseo Castellanos, Barrancabermeja Speltid: ? - Åskådare: ? | Argentina | 3 - 0 | Chile     | 25-19, 25-5, 25-22         |
| 19 september 2021 Coliseo Castellanos, Barrancabermeja Speltid: ? - Åskådare: ? | Colombia  | 3 - 1 | Brasilien | 25-19, 25-23, 24-26, 25-23 |

### Sluttabell
| Pos. | Lag       | Pt | G | V | P | VS | FS | Kvot  | VP  | FP  | Kvot  |
| ---- | --------- | -- | - | - | - | -- | -- | ----- | --- | --- | ----- |
| 1.   | Brasilien | 9  | 4 | 3 | 1 | 10 | 4  | 2,500 | 339 | 269 | 1,260 |
| 2.   | Colombia  | 9  | 4 | 3 | 1 | 10 | 5  | 2,000 | 354 | 323 | 1,095 |
| 3.   | Argentina | 6  | 4 | 2 | 2 | 8  | 6  | 1,333 | 311 | 293 | 1,061 |
| 4.   | Peru      | 6  | 4 | 2 | 2 | 6  | 7  | 0,857 | 284 | 295 | 0,962 |
| 5.   | Chile     | 0  | 4 | 0 | 4 | 0  | 12 | 0,000 | 192 | 300 | 0,640 |

## Sluttabell finale
| Pos | Lag       | Kvalificerade för |
| --- | --------- | ----------------- |
|     | Brasilien | VM 2022           |
|     | Colombia  | VM 2022           |
|     | Argentina |                   |
| 4.  | Peru      |                   |
| 5.  | Chile     |                   |

## Individuella utmärkelser
| Utmärkelse          | Namn                  | Lag       |
| ------------------- | --------------------- | --------- |
| MVP                 | Gabriela Guimarães    | Brasilien |
| Bästa passare       | Maria Alejandra Marín | Colombia  |
| Bästa högerspiker   | Ana Cristina de Souza | Brasilien |
| Bästa vänsterspiker | Amanda Coneo          | Colombia  |
| Bästa vänsterspiker | Daniela Bulaich       | Argentina |
| Bästa center        | Yeisy Soto            | Colombia  |
| Bästa center        | Ana Carolina da Silva | Brasilien |
| Bästa libero        | Tatiana Rizzo         | Argentina |